# Saison 2001-2002 de la LNH
Saison précédente Saison suivante
La saison 2001-2002 est la 85e saison de la Ligue nationale de hockey. Chaque équipe a joué 82 parties.

## Saison régulière
En octobre 2001, quatre joueurs sont honorés par leurs équipes respectives : le 3, les Maple Leafs de Toronto honorent le numéro 27 de Frank Mahovlich, le 4, les Bruins de Boston retirent le numéro 77 de Raymond Bourque, le 6 octobre, les Oilers d'Edmonton retirent le numéro 17 de Jari Kurri et le 20, les Islanders de New York retirent le numéro 19 de Bryan Trottier. Le 24 novembre, Raymond Bourque est à nouveau à l'honneur lorsque l'Avalanche du Colorado retire également son numéro 77.

### Classements finaux
- * Les franchises championnes de division sont classées aux trois premières places de chaque association ; les équipes classées aux huit premières places de chaque division sont qualifiées pour les séries éliminatoires et sont indiquées dans des lignes de couleur.

| Clt   | Équipe                    | Division   | PJ | V  | D  | N  | DP | BP  | BC  | Pts |
| ----- | ------------------------- | ---------- | -- | -- | -- | -- | -- | --- | --- | --- |
| +001, | Bruins de Boston          | Nord-Est   | 82 | 43 | 24 | 6  | 9  | 236 | 201 | 101 |
| +002, | Flyers de Philadelphie    | Atlantique | 82 | 42 | 27 | 10 | 3  | 234 | 192 | 97  |
| +003, | Hurricanes de la Caroline | Sud-Est    | 82 | 35 | 26 | 16 | 5  | 217 | 217 | 91  |
| +004, | Maple Leafs de Toronto    | Nord-Est   | 82 | 43 | 25 | 10 | 4  | 249 | 207 | 100 |
| +005, | Islanders de New York     | Atlantique | 82 | 42 | 28 | 8  | 4  | 239 | 220 | 96  |
| +006, | Devils du New Jersey      | Atlantique | 82 | 41 | 28 | 9  | 4  | 205 | 187 | 95  |
| +007, | Sénateurs d'Ottawa        | Nord-Est   | 82 | 39 | 27 | 9  | 7  | 243 | 208 | 94  |
| +008, | Canadiens de Montréal     | Nord-Est   | 82 | 36 | 31 | 12 | 3  | 207 | 209 | 87  |
| +009, | Capitals de Washington    | Sud-Est    | 82 | 36 | 33 | 11 | 2  | 228 | 240 | 85  |
| +010, | Sabres de Buffalo         | Nord-Est   | 82 | 35 | 35 | 11 | 1  | 213 | 200 | 82  |
| +011, | Rangers de New York       | Atlantique | 82 | 36 | 38 | 4  | 4  | 227 | 258 | 80  |
| +012, | Penguins de Pittsburgh    | Atlantique | 82 | 28 | 41 | 8  | 5  | 198 | 249 | 69  |
| +013, | Lightning de Tampa Bay    | Sud-Est    | 82 | 27 | 40 | 11 | 4  | 178 | 219 | 69  |
| +014, | Panthers de la Floride    | Sud-Est    | 82 | 22 | 44 | 10 | 6  | 180 | 250 | 60  |
| +015, | Thrashers d'Atlanta       | Sud-Est    | 82 | 19 | 47 | 11 | 5  | 187 | 288 | 54  |

| Clt   | Équipe                   | Division   | PJ | V  | D  | N  | DP | BP  | BC  | Pts |
| ----- | ------------------------ | ---------- | -- | -- | -- | -- | -- | --- | --- | --- |
| +001, | Red Wings de Détroit     | Centrale   | 82 | 51 | 17 | 10 | 4  | 251 | 187 | 116 |
| +002, | Avalanche du Colorado    | Nord-Ouest | 82 | 45 | 28 | 8  | 1  | 212 | 169 | 99  |
| +003, | Sharks de San José       | Pacifique  | 82 | 44 | 27 | 8  | 3  | 248 | 189 | 99  |
| +004, | Blues de Saint-Louis     | Centrale   | 82 | 43 | 27 | 8  | 4  | 227 | 188 | 98  |
| +005, | Blackhawks de Chicago    | Centrale   | 82 | 41 | 27 | 13 | 1  | 216 | 207 | 96  |
| +006, | Coyotes de Phoenix       | Pacifique  | 82 | 40 | 27 | 9  | 6  | 228 | 210 | 95  |
| +007, | Kings de Los Angeles     | Pacifique  | 82 | 40 | 27 | 11 | 4  | 214 | 190 | 95  |
| +008, | Canucks de Vancouver     | Nord-Ouest | 82 | 42 | 30 | 7  | 3  | 254 | 211 | 94  |
| +009, | Oilers d'Edmonton        | Nord-Ouest | 82 | 38 | 28 | 12 | 4  | 205 | 182 | 92  |
| +010, | Stars de Dallas          | Pacifique  | 82 | 36 | 28 | 13 | 5  | 215 | 213 | 90  |
| +011, | Flames de Calgary        | Nord-Ouest | 82 | 32 | 35 | 12 | 3  | 201 | 220 | 79  |
| +012, | Wild du Minnesota        | Nord-Ouest | 82 | 26 | 35 | 12 | 9  | 195 | 238 | 73  |
| +013, | Mighty Ducks d'Anaheim   | Pacifique  | 82 | 29 | 42 | 8  | 3  | 175 | 198 | 69  |
| +014, | Predators de Nashville   | Centrale   | 82 | 28 | 41 | 13 | 0  | 196 | 230 | 69  |
| +015, | Blue Jackets de Columbus | Centrale   | 82 | 22 | 47 | 8  | 5  | 164 | 255 | 57  |

- Champion de la saison régulière
- Champion de division
- Qualifié pour les séries éliminatoires

### Meilleurs pointeurs
| Joueur         | Équipe                     | PJ | B  | A  | Pts |
| -------------- | -------------------------- | -- | -- | -- | --- |
| Jarome Iginla  | Calgary                    | 82 | 52 | 44 | 96  |
| Markus Näslund | Vancouver                  | 81 | 40 | 50 | 90  |
| Todd Bertuzzi  | Vancouver                  | 72 | 36 | 49 | 85  |
| Mats Sundin    | Toronto                    | 82 | 41 | 39 | 80  |
| Jaromír Jágr   | Washington                 | 69 | 31 | 48 | 79  |
| Joe Sakic      | Colorado                   | 82 | 26 | 53 | 79  |
| Pavol Demitra  | Saint-Louis                | 82 | 35 | 43 | 78  |
| Adam Oates     | Washington et Philadelphie | 80 | 14 | 64 | 78  |
| Mike Modano    | Dallas                     | 78 | 34 | 43 | 77  |
| Ron Francis    | Caroline                   | 80 | 27 | 50 | 77  |

## Séries éliminatoires de la Coupe Stanley

### Finale de la Coupe Stanley
Le match de séries du 8 juin 2002 entre les deux équipes est le 17e match avec la plus longue prolongation. 54 minutes et 47 secondes de prolongation sont jouées avant que Igor Larionov de Détroit ne marque le but de la victoire. Détroit gagne la série et la Coupe Stanley ;Nicklas Lidström gagne le trophée Conn-Smythe.
- 4 juin : Détroit 2-3 Caroline (prolongation)
- 6 juin : Détroit 3-1 Caroline
- 8 juin : Caroline 2-3 Détroit (3 prolongations)
- 10 juin : Caroline 0-3 Détroit
- 13 juin : Détroit 3-1 Caroline

## Récompenses

### Trophées
| Trophée                      | Vainqueur                  | Équipe                     |
| ---------------------------- | -------------------------- | -------------------------- |
| Trophée Calder               | Dany Heatley               | Thrashers d'Atlanta        |
| Trophée Lester-B.-Pearson    | Jarome Iginla              | Flames de Calgary          |
| Trophée Art-Ross             | Jarome Iginla              | Flames de Calgary          |
| Trophée Hart                 | José Théodore              | Canadiens de Montréal      |
| Trophée Conn-Smythe          | Nicklas Lidström           | Red Wings de Détroit       |
| Trophée Bill-Masterton       | Saku Koivu                 | Canadiens de Montréal      |
| Trophée Frank-J.-Selke       | Michael Peca               | Islanders de New York      |
| Trophée Jack-Adams           | Bobby Francis              | Coyotes de Phoenix         |
| Trophée James-Norris         | Nicklas Lidström           | Red Wings de Détroit       |
| Trophée King-Clancy          | Ron Francis                | Hurricanes de la Caroline  |
| Trophée Lady Byng            | Ron Francis                | Hurricanes de la Caroline  |
| Trophée Lester-Patrick       | Herb Brooks et Larry Pleau | Herb Brooks et Larry Pleau |
| Trophée Maurice-Richard      | Jarome Iginla              | Flames de Calgary          |
| Trophée Vézina               | José Théodore              | Canadiens de Montréal      |
| Trophée William-M.-Jennings  | Patrick Roy                | Avalanche du Colorado      |
| Trophée Roger-Crozier        | José Théodore              | Canadiens de Montréal      |
| Trophée plus-moins de la LNH | Chris Chelios              | Red Wings de Détroit       |

| Trophée                      | Équipe                    |
| ---------------------------- | ------------------------- |
| Trophée Clarence-S.-Campbell | Red Wings de Détroit      |
| Trophée Prince de Galles     | Hurricanes de la Caroline |
| Trophée des présidents       | Red Wings de Détroit      |
| Coupe Stanley                | Red Wings de Détroit      |

### Équipes d'étoiles

#### Première et deuxième équipe
| Position       | Première équipe  | Première équipe       | Deuxième équipe  | Deuxième équipe        |
| Position       | Joueur           | Équipe                | Joueur           | Équipe                 |
| -------------- | ---------------- | --------------------- | ---------------- | ---------------------- |
| Gardien de but | Patrick Roy      | Avalanche du Colorado | José Théodore    | Canadiens de Montréal  |
| Défenseur      | Chris Chelios    | Red Wings de Détroit  | Rob Blake        | Kings de Los Angeles   |
| Défenseur      | Nicklas Lidström | Red Wings de Détroit  | Sergueï Gontchar | Capitals de Washington |
| Ailier gauche  | Markus Näslund   | Canucks de Vancouver  | Brendan Shanahan | Red Wings de Détroit   |
| Centre         | Joe Sakic        | Avalanche du Colorado | Mats Sundin      | Maple Leafs de Toronto |
| Ailier droit   | Jarome Iginla    | Flames de Calgary     | Bill Guerin      | Bruins de Boston       |

#### Équipe des recrues
| Position       | Joueur            | Équipe                   |
| -------------- | ----------------- | ------------------------ |
| Gardien de but | Dan Blackburn     | Rangers de New York      |
| Défenseur      | Nick Boynton      | Bruins de Boston         |
| Défenseur      | Rostislav Klesla  | Blue Jackets de Columbus |
| Attaquant      | Dany Heatley      | Thrashers d'Atlanta      |
| Attaquant      | Kristian Huselius | Panthers de la Floride   |
| Attaquant      | Ilia Kovaltchouk  | Thrashers d'Atlanta      |